# Андреев, Николай (эсер)
Николай А. Андреев (1890, Одесса — декабрь 1919) — член партии левых эсеров, 6 июля 1918 г. совершивший убийство немецкого посла графа Вильгельма Мирбаха.

## Биография
Родился в Одессе. В 1918 году Николай Андреев поступил на работу фотографом в ВЧК к своему однопартийцу Якову Блюмкину в его отдел по борьбе с международным шпионажем. Блюмкин набирал служащих сам, пользуясь рекомендацией ЦК левых эсеров. Почти все служащие его были эсеры. По свидетельству Дзержинского, «Блюмкин особенно настаивал на устройстве фотографии при его отделении и рекомендовал своего фотографа Андреева».
За неделю до покушения на графа Мирбаха, ставшего сигналом к Восстанию левых эсеров в Москве, Андреев покинул работу, заявив, что ЦК эсеров его командирует на другую работу.
6 июля 1918 г. в Первом Доме Советов (гостиница «Националь») на Тверской улице на квартире одного из членов ЦК ПЛСР Блюмкин и Андреев получили бомбы для покушения и револьверы. Затем на автомобиле исполнители покушения направились в район Арбата.
В третьем часу дня Я. Блюмкин и Н. Андреев по удостоверению ВЧК вошли в здание германского посольства и потребовали встречи с послом «по личному вопросу». Позже выяснилось, что подписи Ф. Дзержинского и секретаря ВЧК И. Ксенофонтова на удостоверении были поддельными, а печать — настоящей: её поставил заместитель председателя ВЧК левый эсер В. А. Александрович.

удостоверение

Всероссийская Чрезвычайная Комиссия уполномочивает её члена Якова Блюмкина и представителя Революционного Трибунала Николая Андреева войти в переговоры с Господином Германским Послом в Российской Республике по поводу дела, имеющего непосредственное отношение к Господину Послу.
Председатель Всероссийской Чрезвычайной Комиссии: Ф. Дзержинский

Секретарь: Ксенофонтов
Немецкий лейтенант Леонгарт Мюллер, который присутствовал при покушении, на допросе показал следующее:
"Вчерашнего числа, около 3-х часов пополудни, меня пригласил первый советник посольства доктор Рицлер присутствовать в приемной при приеме двух членов из Чрезвычайной комиссии по борьбе с контрреволюцией. При этом у доктора Рицлера имелась в руках бумага от председателя этой комиссии Дзержинского, которой двое лиц уполномочивались для переговоров по личному делу с графом Мирбахом. Войдя в вестибюль с доктором, я увидел двух лиц, которых доктор Рицлер пригласил в одну из приемных (малинового цвета) на правую сторону особняка. Один из них, смуглый брюнет с бородой и усами, большой шевелюрой, одет был в чёрный пиджачный костюм. С виду лет 30—35, с бледным отпечатком на лице, тип анархиста. Он отрекомендовался Блюмкиным. Другой — рыжеватый, без бороды, с маленькими усами, худощавый, с горбинкой на носу. С виду также лет 30. Одет был в коричневатый костюм и, кажется, в косоворотку цветную. Назвался Андреевым, а по словам Блюмкина, является председателем революционного трибунала. Когда все мы четверо уселись возле стола, Блюмкин заявил доктору Рицлеру, что ему необходимо переговорить с графом по его личному делу! Требование своё Блюмкин повторил несколько раз и, несмотря на заявление доктора Рицлера, что он уполномочен и на секретные переговоры, оставался при своем первоначальном требовании. Имея в виду сведения о покушении на жизнь графа, о чём нам было известно от Гинча, доктор Рицлер отправился к графу и в скором времени вернулся с графом. В данном случае доктором Рицлером руководило, по-видимому, предположение, что приезд двух членов из Чрезвычайной комиссии связан непосредственно с дознанием о возможности покушения на жизнь графа Мирбаха. Уже в малой приемной для меня стало известно, со слов Блюмкина, что визит их связан с процессом одного венгерского офицера, графа Роберта Мирбаха, и, когда на слова Блюмкина посол ответил, что он ничего не имеет общего с упомянутым офицером, что это для него совершенно чуждо и в чём именно заключается суть дела, Блюмкин ответил, что через день будет это дело поставлено на рассмотрение трибунала. Посол и при этих словах оставался пассивен; тогда сзади сидевший рыжеватый мужчина обратился к брюнету с замечанием: по-видимому, послу угодно знать меры, которые могут быть приняты против него. По-видимому, эти слова являлись условным знаком, так как брюнет, повторив слова рыжеватого мужчины, вскочил со стула, выхватил из портфеля револьвер и произвел по нескольку выстрелов в нас троих, начиная с графа Мирбаха, но промахнулся. Граф выбежал в соседний зал и в этот момент получил выстрел — напролет пулю в затылок. Тут же он упал. Брюнет продолжал стрелять в меня и доктора Рицлера. Я инстинктивно опустился на пол, и когда приподнялся, то тотчас же раздался оглушительный взрыв от брошенной бомбы. Посыпались осколки бомбы, куски штукатурки. Я вновь бросился на пол и, приподнявшись, увидел стоявшего доктора, с которым кинулись в залу и увидели лежавшего на полу в луже крови без движений графа. Тут же вблизи на полу лежала вторая неразорвавшаяся бомба и в расстоянии примерно 2—3 шагов в полу большое отверстие — следы взорвавшейся бомбы. Оба преступника успели скрыться через окно и уехать на поджидавшем их автомобиле. Выбежавшие из дверей подъезда слуги крикнули страже стрелять, но последняя стала стрелять слишком поздно и этим дала возможность скрыться безнаказанно убийцам.
Большинство историков считает, что именно Андреев застрелил немецкого посла.
Андреев повез раненного в ногу Блюмкина в лазарет, который находился при штабе подчиненного ВЧК отряда Д. Попова в Трехсвятительском переулке. В последовавшем за покушением восстании левых эсеров участия они не принимали.
После окончания расследования дело о мятеже левых эсеров было рассмотрено в Верховном ревтрибунале при ВЦИК 27 ноября 1918 года на открытом судебном заседании. Трибунал приговорил Якова Блюмкина и Николая Андреева к тюремному заключению с применением принудительных работ на три года (их судили заочно). 
Андреев бежал от наказания на Украину, там он намеревался ликвидировать гетмана Скоропадского, но по каким-то причинам передумал. Позже его видели в Гуляй Поле у Махно. Анархические порядки ему не понравились, и Андреев ушел. Умер Николай Андреев в 1919 году от сыпного тифа.